# Biebergemünd
Biebergemünd település Németországban, Hessen tartományban. Lakosainak száma 8347 fő (2023. december 31.). Biebergemünd Jossgrund, Flörsbachtal, Wächtersbach, Wiesener Forst, Westerngrund és Kleinkahl községekkel határos.

## Népesség
A település népességének változása:
| Lakosok száma | 8318 | 8397 | 8296 | 8319 | 8394 | 8347 |
|               | 2015 | 2017 | 2019 | 2021 | 2022 | 2023 |